# Carrosserie Hartmann
Carrosserie Hartmann (alternativ: Willy Hartmann Carrossier) war ein Schweizer Karosseriebauunternehmen, das am Genfersee ansässig war. Hartmann gestaltete und baute in der Zwischenkriegszeit einige individuelle Automobilkarosserien für Chassis unterschiedlicher Hersteller. Anhaltende Bekanntheit erlangte das Unternehmen durch die auffällig gestaltete Karosserie eines Cadillac Cabriolets, das nach wie vor existiert und zu den außergewöhnlichsten Fahrzeugen der US-amerikanischen Marke gehört.

## Unternehmensgeschichte
Der Betrieb wurde 1924 von Willy Hartmann gegründet. Hartmann hatte seine Werkstatt zeitweise in Bussigny, später in verschiedenen Stadtteilen Lausannes. Das Unternehmen war zunächst ein Reparaturbetrieb für Automobile. Zum Ende der 1920er-Jahre begann Hartmann darüber hinaus mit dem Bau neuer Automobilkarosserien. Willy Hartmann zufolge debütierte er in diesem Segment 1928, andere Quellen sprechen von 1927 oder 1929. Teilweise nahm Hartmann auf Kundenwunsch stilistische Veränderungen serienmäßiger Karosserien vor, teilweise baute das Unternehmen auch komplette Neukarosserien. Während des Zweiten Weltkriegs baute Hartmann „spezielle Fahrzeuge für die Schweizer Armee“. Der Betrieb bestand je nach Quelle bis 1960 oder bis in die 1970er-Jahre.

## Autos mit Hartmann-Karosserien
In einem Interview aus dem Jahre 1987 gab Willy Hartmann an, bis zum Ausbruch des Zweiten Weltkriegs insgesamt etwa 50 Karosserien modifiziert oder neu hergestellt zu haben. Stilistisch orientierte er sich dabei vielfach an den Entwürfen bekannter französischer Karosseriehersteller. Zu Hartmanns Kreationen existieren nur noch wenige Dokumente.

### Diverse Kreationen
Belegt ist ein neu konstruierter Hartmann-Aufbau für ein Hispano-Suiza-Chassis von 1932, dessen Design Elemente eines geringfügig älteren Entwurfs von Voisin aufgriff. Weitere von Hartmann eingekleidete Chassis kamen in der Zwischenkriegszeit von Chevrolet, Delahaye, Dodge, Ford, Graham-Paige, Hotchkiss, Humber, Isotta Fraschini, Mathis und Voisin. Das letzte nachweisbar mit Hartmann-Karosserie ausgestattete Auto ist ein 1960 entstandener Spyder auf Fiat-1100-Basis.

### Cadillac V16 Hartmann Cabriolet

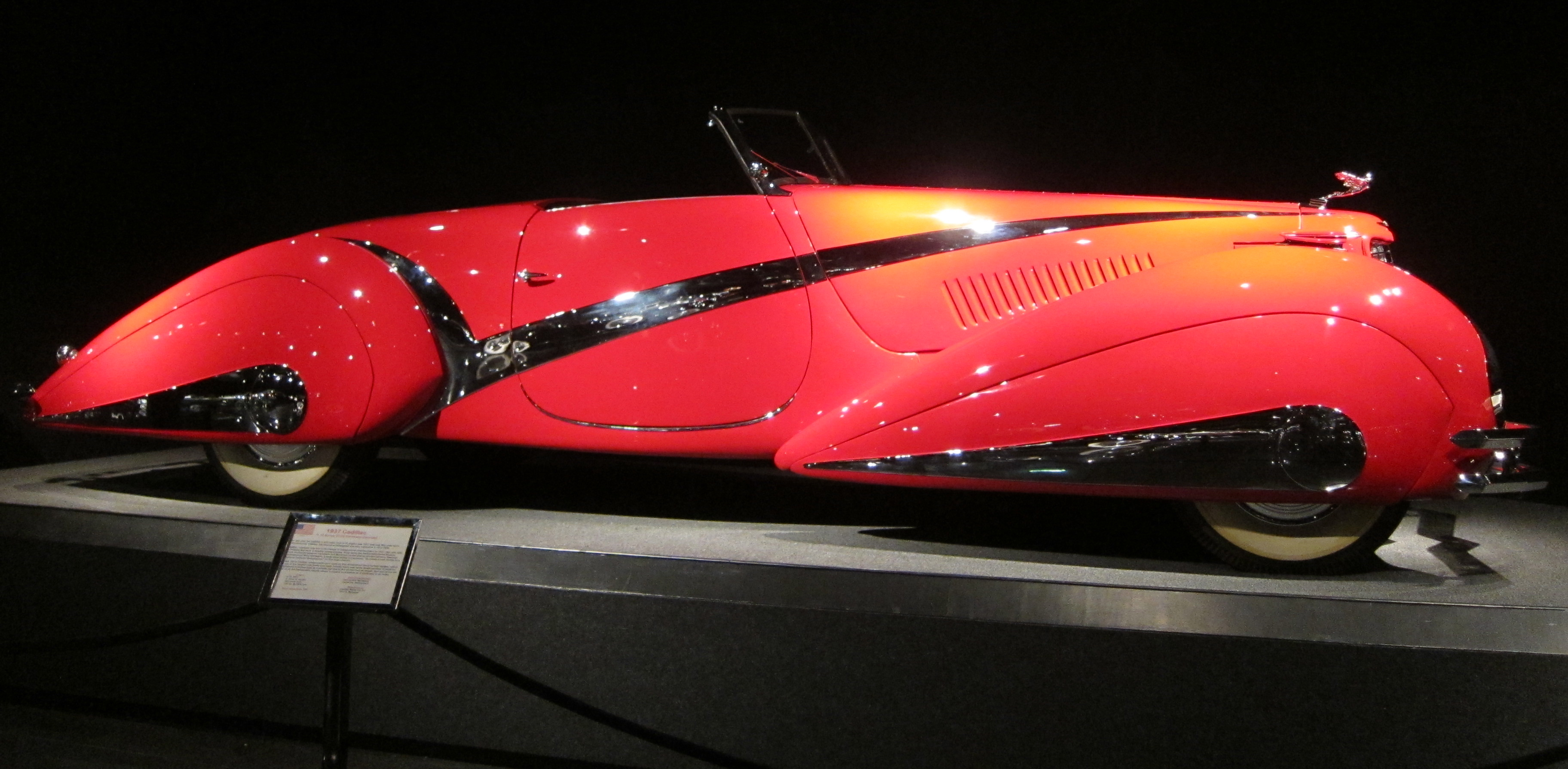
Cadillac Series 90 V-16 mit Hartmann-Karosserie (1937)

Hartmanns bekannteste Kreation ist das Cadillac V16 Hartmann Cabriolet, ein sehr grosser zweisitziger Torpedo mit auffälliger Karosserie. Das im Frühjahr 1937 im Auftrag eines Schweizer Geschäftsmanns gebaute, fast sieben Meter lange Auto basiert auf einem Cadillac-Chassis der Baureihe Series 90 und wird von einem V-Motor mit 16 Zylindern angetrieben. Hartmanns Karosserie orientiert sich an dem wesentlich kleineren, 1936 entstandenen Delahaye 135M Phaeton Grand Sport, dessen Karosserie von Figoni & Falaschi gestaltet wurde und auf eine Zeichnung von Géo Ham zurückgeht. Der Wagen existiert nach wie vor und ist regelmässig Gegenstand von Berichterstattungen. Er wird mit verschiedenen Superlativen verbunden. Unter anderem gilt er als «der verrückteste jemals gebaute Cadillac».